# Countdown 1992-1983
Countdown 1992–1983 è un album di raccolta del gruppo musicale britannico Pulp, pubblicato nel 1996.

## Tracce

### Disco 1
1. Countdown (Single Version) – 4:40
2. Death Goes to the Disco – 5:42
3. My Legendary Girlfriend – 6:44
4. Don't You Want Me Anymore? – 3:46
5. She's Dead – 5:04
6. Down by the River – 3:38
7. I Want You – 4:38
8. Being Followed Home – 6:01
9. Master of the Universe – 3:19
10. Don't You Know – 4:06
11. They Suffocate at Night – 6:17

### Disco 2
1. Dogs Are Everywhere – 4:53
2. The Mark of the Devil – 4:32
3. 97 Lovers – 4:28
4. Little Girl (With Blue Eyes) – 3:25
5. Blue Glow – 3:03
6. My Lighthouse – 3:28
7. Wishful Thinking – 4:16
8. Blue Girls – 5:58
9. Countdown (Versione estesa) – 8:03